# Дюма, Александр (сын)
Алекса́ндр Дюма́-сын (фр. Alexandre Dumas fils, 27 июля 1824, Париж — 27 ноября 1895, Марли-ле-Руа) — французский драматург и прозаик, член Французской академии (с 11.02.1875), сын Александра Дюма.
Поскольку отец Дюма также носил имя Александр и также был писателем, для предотвращения путаницы при упоминании Дюма-младшего часто добавляют уточнение «-сын».

## Раннее творчество

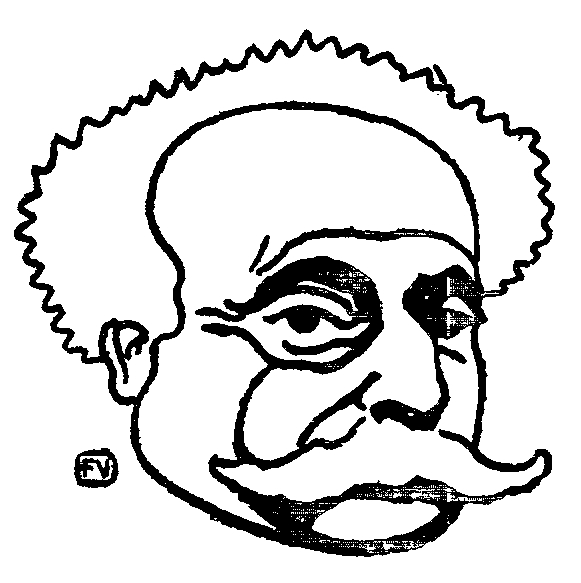
Худ. Феликс Валлотон. Портрет Дюма-сына (1895)

Александр Дюма родился 27 июля 1824 года в городе Париже. Сын Александра Дюма-старшего и Катрины Лабе — простой парижской работницы, от которой Дюма унаследовал любовь к аккуратному и спокойному образу жизни, так резко отличающую его от чисто богемной натуры отца. 
17 марта 1831 года Дюма-отец официально узаконил своего сына, отняв его у матери через суд. Однако сам воспитанием не занимался и определил его в элитный пансион, где тот несколько лет был объектом для унижений и насмешек в связи с его внебрачным и незнатным происхождением. Это отложилось на его характере, сделав его весьма замкнутым, щепетильным к несправедливости, болезненно воспринимавшим любую зависимость. Однако он смог воспринимать отца таким, как есть, сохранив уважение и любовь к нему.
С 18 лет Дюма-сын начал писать стихотворения в периодических изданиях; в 1847 году появился его первый стихотворный сборник: «Грехи юности» (Péchés de jeunesse); за ним последовал ряд мелких повестей и рассказов, на которых отчасти отразилось влияние отца:
«Приключения четырёх женщин и попугая» (Aventures de quatre femmes et d’un perroquet),
«Доктор Серван» (Le Docteur Servans),
«Cesarine»,
«Le Roman d’une femme»,
«Trois hommes forts» и др.,
a потом и более оригинальные романы и повести:
«Диана де Лис» (Diane de Lys),
«Un paquet de lettres»,
«Дама с жемчугами» (La dame aux perles),
«Un cas de rupture» и др.

## «Дама с камелиями»

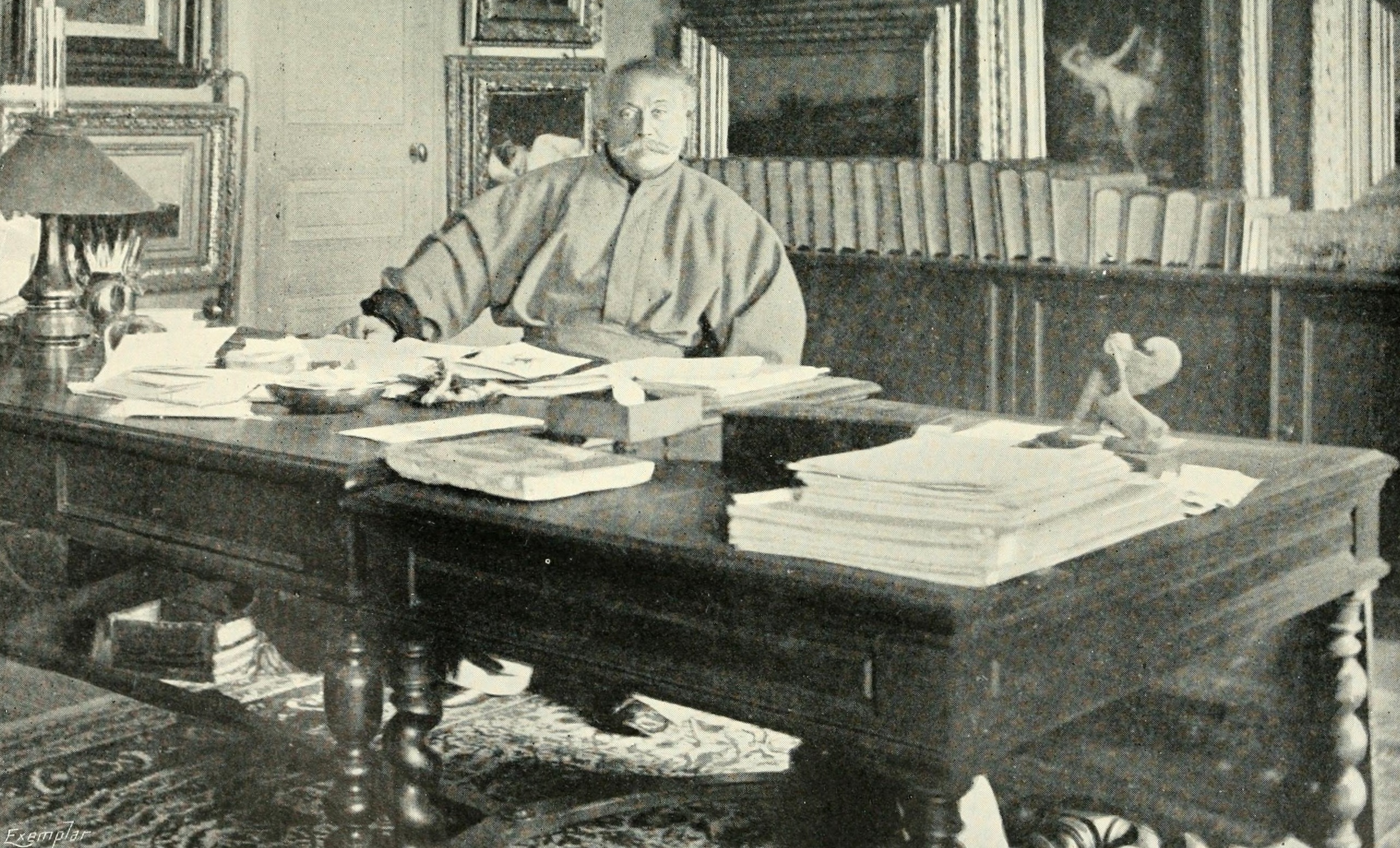
Александр Дюма-сын

Талант Дюма сказался в полном объёме только тогда, когда он перешёл к психологическим драмам. В них он затрагивал наболевшие вопросы общественной и семейной жизни и решал их по-своему, со смелостью и талантом, делавшими из каждой его пьесы общественное событие. Серию этих блестящих драм «à thèse» («идейных», «тенденциозных» пьес) открыла «Дама с камелиями» (La Dame aux Camélias; написанная первоначально в виде романа), представленная впервые на сцене в 1852 году после упорной борьбы автора с цензурой, не допускавшей представления пьесы как слишком безнравственной.
В «Даме с камелиями» Дюма выступил защитником «погибших, но милых созданий» и сделал из своей героини, Маргариты Готье, идеал любящей до самопожертвования женщины, стоящей несравненно выше осуждающего её света. Прототипом Маргариты послужила Мари Дюплесси.
На сюжет «Дамы с камелиями» создана опера Джузеппе Верди «Травиата».

## Другие пьесы. Характеристика драматургии

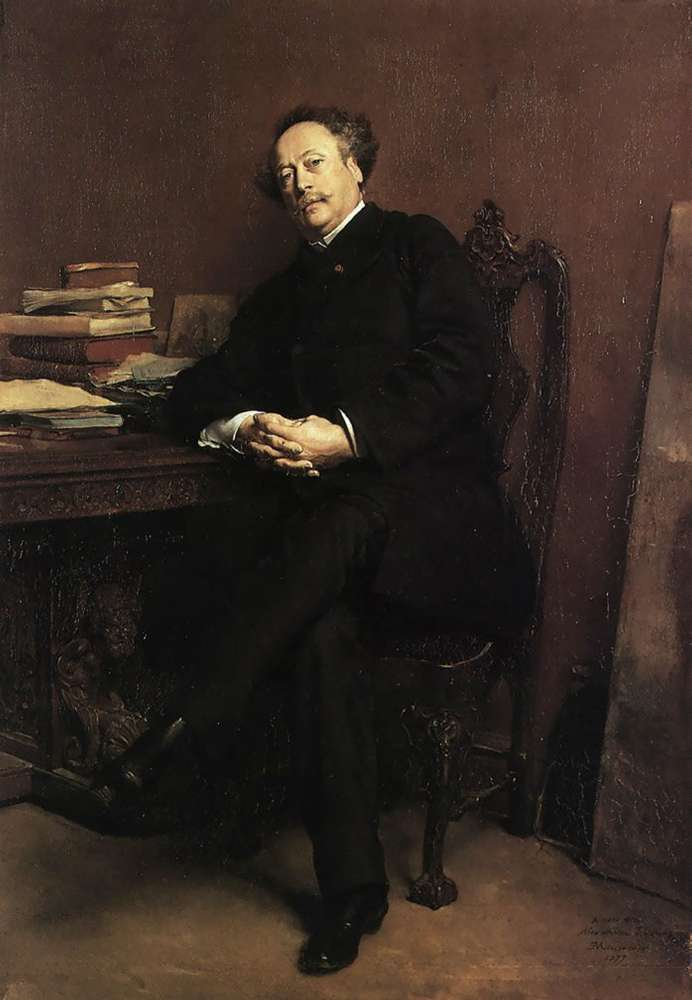
А. Дюма-сын
Портрет кисти Месонье

За первой драмой последовали:
«Диана де Лис / Diane de Lys» (1851),
«Полусвет / Demi-Monde» (1855),
«Денежный вопрос / Question d’argent» (1857),
«Внебрачный сын / Fils Naturel» (1858),
«Блудный отец / Père Prodigue» (1859),
«Друг женщин / Ami des femmes» (1864),
«Взгляды госпожи Обрэ / Les Idées de m-me Aubray» (1867),
«Княгиня Жорж / Princesse Georges» (1871), «Свадебный гость» (1871),
«Жена Клавдия / La femme de Claude» (1873),
«Господин Альфонс / Monsieur Alphonse» (1873),
«L’Etrangère» (1876).
Во многих из этих пьес Александр Дюма — не просто бытописатель и психолог, исследующий явления душевной жизни своих героев; он вместе с тем моралист, нападающий на предрассудки и устанавливающий свой кодекс нравственности. Он занимается чисто практическими вопросами нравственности, поднимает вопросы о положении незаконнорождённых детей, о необходимости развода, о свободном браке, о святости семьи, о роли денег в современных общественных отношениях и так далее. Своей блестящей защитой того или другого принципа Дюма несомненно придаёт большой интерес своим пьесам; но предвзятая мысль, с которой он приступает к своим сюжетам, вредит иногда эстетической стороне его драм. Они остаются, тем не менее, серьёзными художественными произведениями благодаря неподдельной искренности автора и некоторым истинно поэтическим, глубоко задуманным фигурам — Маргариты Готье, Marceline Delaunay и другим.
Издав собрание своих драм (1868—1879) с предисловиями, ярко подчеркивающими их основные мысли, Дюма продолжал писать для сцены. Из его поздних пьес наиболее известны:
«Багдадская принцесса / Princesse de Bagdad» (1881),
«Дениза / Denise» (1885),
«Франсийон / Francillon» (1887);
кроме того, он написал
«Comtesse Romani» в сотрудничестве с Фульдом (под общим псевдонимом G. de Jalin),
«Les Danicheff» — с П. Корвином (подписана Р. Nevsky),
«Маркиз де Вильмер» (1862, с Жорж Санд, уступил ей права).
Пьесы «Новые сословия» и «Фиванская дорога» остались неоконченными (1895).

## Публицистика
Задетые им в драмах социальные вопросы Дюма разрабатывал также в романах («Дело Клемансо / Affaire Clémenceau») и полемических брошюрах. Из последних особенно известен памфлет «Мужчина-женщина: Ответ Анри д’Идевилю» (фр. L'homme-femme, réponse à M. Henri d'Ideville; 1872), связанный с вызвавшим широкое внимание общественности убийством: молодой аристократ застал свою жену в объятиях любовника, после чего избил её с такой силой, что она через три дня умерла; дипломат и публицист Анри д’Идевиль опубликовал по этому поводу в газете статью о необходимости прощать женщине измену и помогать ей вернуться на путь истинный, и в ответ на эту статью Дюма напечатал 177-страничный памфлет, в котором доказывал, что убить изменившую жену можно и должно.
Значимые социальные проблемы он затрагивал в своих выступлениях-брошюрах: «Письма на злобу дня» (Lettres sur les choses du jour), 1871, «Убей её» (Tue-la), «Женщины, которые убивают, и женщины, которые голосуют» (Les femmes qui tuent et les femmes qui votent), «Recherches de la paternite» в 1883 году, памфлет «Развод» (Le divorce).

## Другие произведения
- Сборник стихов «Грехи молодости» (1847).
- Повесть «Приключения 4 женщин и одного попугая» (1847).
- Исторический роман «Тристан Рыжий».
- Повесть «Регент Мюстель».
- Роман «Дама с жемчугами» (1852).
- Роман «Дело Клемансо» (1866).
- «Доктор Серван» (Le Docteur Servans).
- «Роман одной женщины» (Le Roman d’une femme).

## Личная жизнь
От добрачной связи с 1851 года с Надеждой Ивановной Нарышкиной (19.11.1825 — 2.04.1895) (урождённой баронессой Кнорринг) у него была дочь: Мария-Александрина-Анриетта (20.11.1860—17.11.1907). Официально удочерена в 1865, после заключения брака с Нарышкиной (бракосочетание состоялось 3 февраля 1865 года). Вторая дочь Жаннина (03.05.1867—1943) в замужестве де Отерив.
Второй брак (26.06.1895) с Анриеттой Эскалье (урождённой Ренье, 1864—1934), с которой он поддерживал связь с 13 апреля 1887 года.
Любовницы
- Луиза Прадье (1843)
- Альфонсина Плесси (Мари Дюплесси) (1844-45)
- Анаис Льевенн (1845)
- мадам Дальвэн (1849).
- Лидия Закревская-Нессельроде (1850-51).
- Оттилия Гендли-Флаго (1881).

Дюма-сын увлекался хиромантией с использованием карт Таро, о чём свидетельствует посвящение ему книги Роберта Фальконнье (Robert Falconnier) «XXII герметических листа прорицательного Таро», изданной в 1896 году в Париже, — «Памяти Александра Дюма-сына, которому я обязан своими первыми познаниями в астрологической хиромантии. Р. Ф.».

## Общественная деятельность
Став достаточно обеспеченным и влиятельным человеком, Дюма-сын много сил и времени посвящал выработке и продвижению законов, защищающих права одиноких матерей, разведённых женщин, рождённых вне брака детей.
Почётный член Общества французских акварелистов.